# (7755) Haute-Provence
(7755) Haute-Provence es un asteroide perteneciente al cinturón de asteroides, descubierto el 28 de diciembre de 1989 por Eric Walter Elst desde el Observatorio de la Alta Provenza, Francia.

## Designación y nombre
Designado provisionalmente como 1989 YO5. Recibe su nombre por Haute-Provence, una región muy hermosa del sur de Francia, donde en 1936 se estableció el observatorio astronómico de Haute-Provence. En 1995, se descubrió allí el primer planeta que orbitaba alrededor de una estrella (51 Pegasi). De 1986 a 1996, se utilizó el telescopio Schmidt 60/90 para buscar planetas menores.

## Características orbitales
Haute-Provence está situado a una distancia media del Sol de 3,136 ua, pudiendo alejarse hasta 3,530 ua y acercarse hasta 2,742 ua. Su excentricidad es 0,126 y la inclinación orbital 2,605 grados. Emplea 2028,58 días en completar una órbita alrededor del Sol.
Los próximos acercamientos a la órbita de Júpiter ocurrirán el 10 de abril de 2084, el 15 de agosto de 2094 y el 14 de diciembre de 2104.
Pertenece a la familia de asteroides de (24) Themis.

## Características físicas
La magnitud absoluta de Haute-Provence es 12,46. Tiene 18,210 km de diámetro y su albedo se estima en 0,077.